# Gigolò (Lazza)
Gigolò è un brano musicale del rapper italiano Lazza, diciannovesima traccia della riedizione del secondo album in studio Re Mida, pubblicata il 4 ottobre 2019.

## Descrizione
Unico inedito della riedizione insieme al singolo Ouver2re, il brano è stato realizzato con la partecipazione dei rapper Sfera Ebbasta e Capo Plaza.

## Classifiche
| Classifica (2019) | Posizione massima |
| ----------------- | ----------------- |
| Italia            | 1                 |